# Gaetano Tamborrino Orsini
Gaetano Tamborrino Orsini (Minturno, 21 settembre 1921 – Perugia, 13 febbraio 1998) è stato un generale, scrittore, poeta e carabiniere italiano.
È il fondatore (1975) del Premio Nazionale di Poesia "Minturnae - Pietro Fedele".

## Biografia
Gaetano Tamborrino Orsini nacque a Minturno, piccolo comune che si affaccia sul Golfo di Gaeta.

### Attività militare
Dopo aver frequentato le scuole medie a Penne e a Formia, entrò giovanissimo nell'Esercito. Nel 1943 fu volontario nella Guerra di liberazione, con il 68º Reggimento Fanteria "Legnano", operando in varie località dell'Abruzzo, del Molise e delle Marche.
Nominato Ufficiale a 23 anni, partecipò in Sicilia dal 1949 alla lotta contro la mafia e il banditismo nei ranghi del Comando forze repressione banditismo (CFRB), specialmente in provincia di Trapani; in Campania diresse invece importanti operazioni repressive nel nolano.
Ha terminato la sua attività nell'Arma con il grado di Generale di Divisione. La sua ultima tappa nel servizio nell'Arma dei Carabinieri è stata Perugia dove è vissuto dal 1971, dirigendo il Centro Studi Minturnae e l'omonima collana editoriale di ricerca storica su Minturno e sulla provincia di Latina, che comprende parte dell'antica Terra di Lavoro.

### Attività artistica
Cominciò a scrivere poesie per l'Arma, apparse in "Fiamme d'Argento", organo ufficiale dell'Associazione Nazionale dei Carabinieri, e dal 1964 in poi frequentò gli ambienti letterari di numerose città.
A Perugia ha collaborato ai programmi regionali della RAI (Umbria Domenica), alla Nazione di Firenze e a varie riviste letterarie. Ha ottenuto due Premi della Cultura dalla Presidenza del Consiglio dei ministri. Ha fondato nel 1975 il Premio Letterario Nazionale “Minturnae-P.Fedele”, di cui è stato animatore fino al 1998, anno della sua morte.

## Riconoscimenti
- 2 encomi solenni e 22 citazioni all'Ordine del giorno del Comando Legione Napoli per le operazioni nell'Agro nolano.
- A Parma il Comandante della Legione gli conferì due encomi solenni per il contributo dato nelle operazioni per la repressione della criminalità nel parmense.
- Il 29 novembre 2007 gli è stata intitolata una Piazza nel comune di Minturno.